# UoSAT-12
UoSAT-12 – dwunasty satelita z serii University of Surrey; został zaprojektowany i zbudowany przez Surrey Satellite Technology Ltd. (SSTL). Wyniesiony w kosmos w dniu 21 kwietnia 1999 roku, przy pomocy rakiety nośnej Dniepr.
Na pokładzie satelity umieszczono szereg eksperymentalnych urządzeń - np. cyfrowe aparaty fotograficzne oraz urządzenie służące do sprawdzenia możliwości używania Internetu w kosmosie. Doświadczenia zdobyte przy projektowaniu tego satelity zostały później użyte przez SSTL w projektowaniu satelitów z serii Disaster Monitoring Constellation.